# Identité canadienne

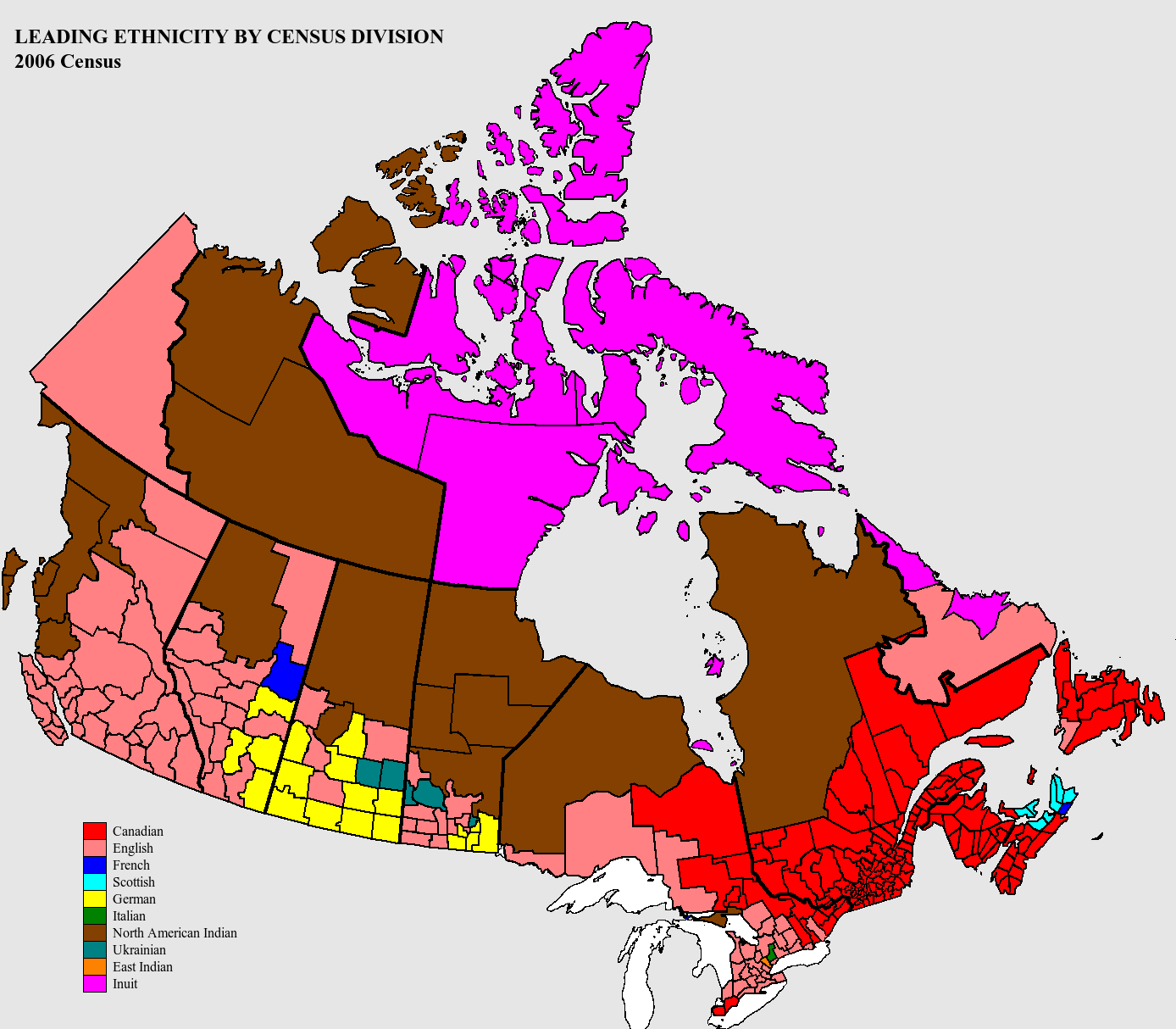
Carte des identités déclarées lors du recensement de 2006.

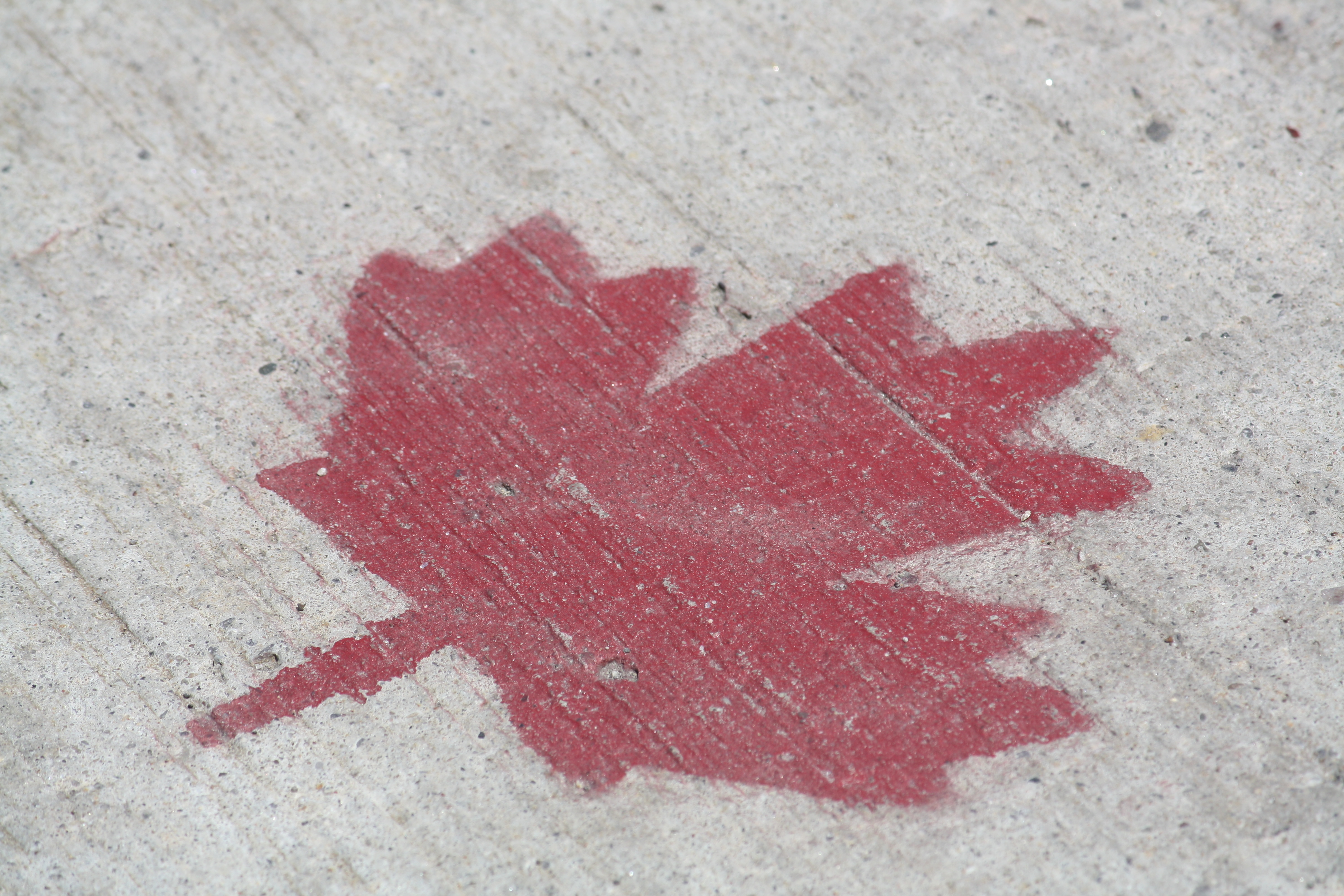
La feuille d'érable est un symbole associé avec l'identité canadienne.

L'identité canadienne fait référence à la culture et à l'identité uniques des Canadiens, ainsi qu'aux symboles et expressions qui les distinguent des autres peuples et des autres cultures du monde.
Les principales influences sur l'identité canadienne remontent à l'arrivée, au début du XVIIe siècle, de colons français en Acadie et dans la vallée du fleuve Saint-Laurent et de colons anglais, écossais et autres à Terre-Neuve. La conquête britannique de la Nouvelle-France en 1759, puis la domination des cultures française et britannique pèse sur le développement progressif de l'identité nationale canadienne.
Aux XVIe, XVIIe, XVIIIe et XIXe siècles, les Premières Nations jouent un rôle crucial dans le développement des colonies européennes au Canada, allant de l'exploration du continent et du commerce des fourrures (en) aux luttes de pouvoir intereuropéennes jusqu'à la création du peuple métis. À travers le XXe siècle, la culture canadienne est également influencée par l'art et la culture des autochtones.
La question de l'identité canadienne est traditionnellement dominée par deux thèmes fondamentaux : les relations entre Canadiens anglais et les Canadiens français, et, la relation généralement étroite entre les Canadiens et l'Empire britannique, malgré l'indépendance du pays. Le thème du multiculturalisme est aujourd'hui associé au débat, lequel est renforcé par la charte canadienne des droits et libertés. L'expression de l'identité canadienne très répandue consiste à ridiculiser l'ignorance des réalités canadiennes par les Américains.